# Ричард Матисън
Ричард Матисън (на английски: Richard Matheson) е американски сценарист и писател на бестселъри в жанра научна фантастика, фентъзи, криминален роман, исторически роман, уестърн и хорър. Писал е и под псевдонима Логан Свенсон (Logan Swanson) предимно като сценарист.

## Биография и творчество
Ричард Бъртън Матисън е роден на 20 февруари 1926 г. в Алъндейл, Ню Джърси, САЩ, в семейство на норвежки имигранти. Родителите му се развеждат, когато е на 8 години. Отраства с майка си в Бруклин, Ню Йорк. След завършване на техникума участва като пехотинец във Втората световна война. След войната през 1949 г. получава бакалавърска степен по журналистика от Университета на Мисури. След дипломирането си започва да пише на свободна практика, а по-късно се премества в Лос Анджелис. За известно време работи за „Дъглас Еъркрафт“.
Първият му разказ „Born of Man and Woman“ е публикуван през 1950 г. В периода 1950-1971 г. е автор на десетки разкази, които смесват елементи на научната фантастика, хорър и фентъзи.
През 1952 г. се жени за Рут Ан Уудсън, с която имат четири деца.
Първият му роман „Someone Is Bleeding“ (Някой кърви) е публикуван през 1953 г. Става известен с романа си „Аз съм легенда“, който става бестселър и многократно е екранизиран – през 1964 г. с участието на Винсънт Прайс,  през 1971 г. с Чарлтън Хестън, и през 2007 г. с Уил Смит.
През 1955 г. започва да пише сценарии за телевизията и киното. Много от неговите романи, разкази и сценарии са екранизирани.
Удостоен е със Световната награда за фентъзи за цялостен принос през 1984 г., с наградата „Брам Стокър“ за цялостното си творчество на хоръри през 1991 г., и е включен в Залата на славата на научната фантастика през 2010 г. Удостоен е и посмъртно с наградата „Сатурн“.
Ричард Матисън умира на 23 юни 2013 г. в Лос Анджелис, Калифорния. Синът му Ричард Крисчън Матисън също е писател, а другият му син Крис Матисън и дъщеря му Али Матисън са сценаристи.

## Произведения

### Самостоятелни романи
- Someone Is Bleeding (1953)
- Fury on Sunday (1953)
- I Am Legend (1954) – издаден и като „The Omega Man“
Аз съм легенда, изд. „Офир“, Бургас (1998), прев. Любомир Найденов
- Woman (1954)
- The Shrinking Man (1956) – издаден и като „Incredible Shrinking Man“
- A Stir of Echoes (1958)
- Ride the Nightmare (1959)
- The Beardless Warriors (1960) – автобиографичен, за Втората световна война
- Comedy of Terrors (1964) – с Елси Лий
- Hell House (1971)
- The Night Strangler (1973)
- The Night Stalker (1973) – с Джеф Райс
- Somewhere in Time (1975) – издаден и като „Bid Time Return“ – световна награда за най-добър фантастичен роман
- What Dreams May Come (1978)
- Earthbound (1982) – като
- Hunger and Thirst (1990)
- Journal of the Gun Years (1991)
- The Gun Fight (1993)
- 7 Steps to Midnight (1993)
- The Path (1993)
- Shadow on the Sun (1994)
- Now You See It.... (1995)
- The Memoirs of Wild Bill Hickok (1996)
- Passion Play (2000)
- Camp Pleasant (2001)
- Abu and the 7 Marvels (2002)
- Hunted Past Reason (2002)
- Come Fygures, Come Shadowes (2003)
- The Link (2006)
- Other Kingdoms (2011)
- Generations (2012)
- Leave Yesterday Alone (2014)

### Разкази
- Born of Man and Woman (1950)
- Third from the Sun (1950)
- When the Waker Sleeps (1950)
- Blood Son (1951) – издаден и като „Drink My Blood“
- Clothes Make the Man (1951)
- Dress of White Silk (1951)
- Drink My Blood (1951)
- F--- (1951)
- Return (1951)
- The Thing (1951)
- Witch War (1951)
- Brother to the Machine (1952)
- The Disinheritors (1952)
- Lover, When You're Near Me (1952)
- Mad House (1952)
- Shipshape Home (1952)
- SRL AD (1952)
- To Fit the Crime (1952)
- Death Ship (1953)
- Disappearing Act (1953)
- Dying Room Only (1953)
- Full Circle (1953)
- The Last Day (1953)
- Lazarus II (1953)
- Legion of Plotters (1953)
- Little Girl Lost (1953)
- Long Distance Call (1953)
- The Man Who Made the World (1953)
- Mother By Protest (1953)
- Slaughter House (1953)
- Trespass (1953)
- The Wedding (1953)
- Wet Straw (1953)
- Being (1954)
- The Conquerer (1954)
- The Curious Child (1954)
- Dance of the Dead (1954)
- Dear Diary (1954)
- Descent (1954)
- The Doll That Does Everything (1954)
- I Am Legend (1954)
- The Test (1954)
- The Traveller (1954)
- When Day is Dun (1954)
- The Funeral (1955)
- Miss Stardust (1955)
- One for the Books (1955)
- Pattern for Survival (1955)
- A Flourish of Strumpets (1956)
- The Splendid Source (1956)
- Steel (1956)
- The Children of Noah (1957)
- The Distributor (1957)
- The Holiday Man (1957)
- Lemmings (1957)
- The Edge (1958)
- Advance Notice (1959)
- Big Surprise (1959)
- The Creeping Terror (1959)
- Deadline (1959)
- Mantage (1959)
- No Such Thing as a Vampire (1959)
Вампир ли?, изд. „Офир“, Бургас (1998), прев. Любомир Найденов
- Crickets (1960)
- Day of Reckoning (1960)
- First Anniversary (1960)
- From Shadowed Places (1960)
- Graveyard Shift (1960)
- Nightmare at 20,000 Feet (1961)
- Finger Prints (1962)
- The Likeness of Julie (1962)
- Mute (1962)
- Deus Ex Machina (1963)
- Girl of My Dreams (1963)
- The Jazz Machine (1963)
- Shock Wave (1963)
- 'Tis the Season to Be Jelly (1963)
- A Drink of Water (1967)
- Therese (1968)
- Prey (1969)
- Come Fygures, Come Shadowes (1970)
- The Finishing Touches (1970)
- A Visit to Santa Claus (1970)
- Button, Button, 1970
Само натискаш бутона,
- Duel (1971)
- Where There's a Will (1980) – с Ричард Кристиян Матисън
Щом има желание, изд. „Офир“, Бургас (1998), прев. Любомир Найденов
- More Than We Appear To Be (1985)
- Getting Together (1986)
- Buried Talents (1987)
Скрити таланти, изд. „Офир“, Бургас (1998), прев. Любомир Найденов
- The Near Departed (1987)
- Shoo Fly (1988)
Досадната муха, изд. „Офир“, Бургас (1998), прев. Любомир Найденов
- Always Before Your Voice (1999)

### Документалистика
- Robert Bloch: Appreciations of the Master (1995)
- Medium's Rare (2000)
- A Primer of Reality (2002)
- The Richard Matheson Companion (2008)

### Екранизации
- 1955 Studio 57 – ТВ сериал, 1 епизод, история
- 1955 Young Couples Only – кратък филм, история
- 1957 The Incredible Shrinking Man – по романа „The Shrinking Man“, сценарий
- 1958 Now Is Tomorrow – ТВ филм
- 1959 The D.A.'s Man – ТВ сериал, 1 епизод
- 1959 Buckskin – ТВ сериал, 1 епизод
- 1959 Markham – ТВ сериал, 1 епизод
- 1959 The Beat Generation – история
- 1959 Wanted: Dead or Alive – ТВ сериал, 1 епизод
- 1960 The Private Lives of Adam and Eve
- 1960 Have Gun – Will Travel – ТВ сериал, 1 епизод
- 1960 Bourbon Street Beat – ТВ сериал, 1 епизод
- 1960 Cheyenne – ТВ сериал, 1 епизод
- 1960 Къщата на Ашър – сценарий
- 1961 Господарят на света – сценарий
- 1961 Бездната и махалото – сценарий
- 1961 Thriller – ТВ сериал, 1 епизод
- 1962 Night of the Eagle – сценарий
- 1960-1962 Lawman – ТВ сериал, 6 епизода, автор
- 1960 – 1964 Зоната на здрача – ТВ сериал, автор 12 епизода, 2 по разкази
- 1962 Tales of Terror – сценарий
- 1962 Combat! – ТВ сериал, 1 епизод
- 1962-1963 The Alfred Hitchcock Hour – ТВ сериал, 2 епизода
- 1963 Гарванът – сценарий
- 1963 Комедия на ужасите – по романа „Comedy of Terrors“, сценарий
- 1964 Последният човек на Земята – по „Аз съм легенда“, сценарий
- 1965 Фанатик – сценарий
- 1966 Bob Hope Presents the Chrysler Theatre – ТВ сериал, 1 епизод, автор
- 1966 Star Trek – ТВ сериал, 1 епизод
- 1966 The Girl from U.N.C.L.E. – ТВ сериал, 1 епизод
- 1966 The Young Warriors – по романа „The Beardless Warriors“, сценарий
- 1967 Soy leyenda – кратък филм, по „Аз съм легенда“
- 1968 Late Night Horror – ТВ сериал, 1 епизод, история
- 1968 The Devil Rides Out – сценарий
- 1968 Journey to the Unknown – ТВ сериал, 1 епизод, история
- 1969 De Sade – сценарий
- 1969 'It's Alive!' – ТВ филм, по разказа „Being“
- 1970 De la part des copains – по романа „Ride the Nightmare“
- 1971 Човекът Омега – по романа „Аз съм легенда“
- 1971 Дуел – ТВ филм, сценарий
- 1971 – 1972 Night Gallery – ТВ сериал, 2 епизода
- 1972 The Night Stalker – ТВ филм
- 1972 – 1973 Ghost Story – ТВ сериал, 23 епизода, автор
- 1973 The Night Strangler – ТВ филм, история
- 1973 The Legend of Hell House – по романа „Hell House“, сценарий
- 1973 Dying Room Only – ТВ филм, по разказа
- 1974 Scream of the Wolf – ТВ филм
- 1974 Dracula – ТВ филм
- 1974 The Morning After – ТВ филм
- 1974 Ледена гръд – по романа „Someone is Bleeding“
- 1974 The Stranger Within – ТВ филм, история
- 1975 Трилогия на ужаса – по разказа „Amelia“
- 1977 The Strange Possession of Mrs. Oliver – ТВ филм
- 1977 Dead of Night – ТВ филм, по „No Such Thing as a Vampire“
- 1979 Racconti di fantascienza – ТВ сериал, 1 епизод по „L'esame“
- 1980 The Martian Chronicles – ТВ минисериал, 3 епизода, автор
- 1980 Някъде във времето – по романа „Bid Time Return“, сценарий
- 1981 The Incredible Shrinking Woman
- 1981 Il fascino dell'insolito – ТВ сериал, 1 епизод по „Mad House“
- 1983 Prey – кратък филм
- 1983 Зоната на здрача: Филмът – сценарий по „Nightmare at 20,000 Feet“
- 1983 Челюсти 3 – сценарий
- 1986 – 1987 Amazing Stories – ТВ сериал, 4 епизода, по „Miss Stardust“, „One for the Books“, „The Doll“ и „Button, Button“
- 1990 Извън контрол – история
- 1990 The Dreamer of Oz – ТВ филм
- 1994 Twilight Zone: Rod Serling's Lost Classics – ТВ филм
- 1996 The Outer Limits – ТВ сериал, 1 епизод
- 1996 Трилогия на ужаса II – ТВ филм, по разказа „Prey“
- 1998 В какво се превръщат мечтите – по романа „What Dreams May Come“
- 1999 Гласове в мрака – по романа „A Stir of Echoes“
- 2005 Masters of Horror – ТВ сериал, 1 епизод по разказа „Dance of the Dead“
- 2006 Blood Son – кратък филм, по разказа
- 2006 The Box – кратък филм
- 2006 My Ambition – по разказа „Blood Son“
- 2007 I Am Omega – по романа „Аз съм легенда“
- 2007 Аз съм легенда – по романа
- 2007 L'esame – кратък филм
- 2009 Кутията – по разказа „Само натискаш бутона“
- 2009 The Holiday Man – кратък филм
- 2010 The Last Rites of Richard Keene – кратък филм
- 2010 Семейният тип – ТВ сериал, 1 епизод
- 2011 Жива стомана – по разказа „Steel“
- 2011 Person to Person – кратък филм
- 2012 The Near Departed – кратък филм

### Книги за писателя
- The Devils of His Own Creation (2002) – от Тери Брейла